# Four Ladies Bank
Koordinaten: 67° 30′ S, 77° 13′ O
Die Four Ladies Bank (englisch für Vier-Damen-Bank) ist eine Bank vor der Ingrid-Christensen-Küste des ostantarktischen Prinzessin-Elisabeth-Lands. Sie liegt nördlich der Prydz Bay.
Entdeckt wurde die Bank bei der Lars-Christensen-Expedition 1936/37. Benannt ist sie nach den vier an dieser Forschungsreise beteiligten Frauen, darunter die Ehefrau Ingrid Christensen und eine Tochter des Expeditionsleiters Lars Christensen. Die Benennung wurde im Juli 1964 durch das US-amerikanische Advisory Committee on Undersea Features (ACUF) bestätigt.